# Malcolm Young
Malcolm Young (ur. 6 stycznia 1953 w Glasgow, zm. 18 listopada 2017 w Elizabeth Bay) – australijski gitarzysta pochodzenia szkockiego, były członek i założyciel zespołu AC/DC, brat Angusa i George’a. Grał na gitarze rytmicznej.
Urodzony w Glasgow w Szkocji. W wieku 10 lat przeniósł się wraz z rodziną do Australii. W 1971 dołączył do australijskiej grupy Velvet Underground (zbieżność nazwy z amerykańską formacją przypadkowa). Przydomek jaki mu nadano, The Riffmaker, jest zgodny z jego zachowaniem. Podejmował najważniejsze decyzje w AC/DC. Jego brat Angus twierdzi, że nigdy nie widział człowieka o tak silnej prawej ręce.
W 2014 zawiesił swoją działalność muzyczną ze względu na udar mózgu, który doprowadził do demencji. Jego miejsce w zespole zajął Stevie Young, który swoją działalność w nim rozpoczął od nagrań do nowego albumu studyjnego Rock or Bust.
Zmarł 18 listopada 2017 w Elizabeth Bay w Sydney w wieku 64 lat. Przyczyną śmierci muzyka była demencja z którą walczył od 5 lat, jednak niektóre źródła podają, że problemy ze zdrowiem Malcolma zaczęły się jeszcze podczas „Black Ice Tour” ponoć już wtedy przed każdym koncertem musiał się uczyć piosenek na nowo. Został pochowany w Sydney 28 listopada 2017.

## Instrumentarium
Gitary
- Gretsch Jet Firebird or Roc Jet
- Gretsch G6131MY Malcolm Young II Signature Electric Guitar
- Gretsch White Falcon 1959
- Gretsch G6131SMY Malcolm Young I Signature Electric Guitar

Wzmacniacze i kolumny głośnikowe
- Marshall 1959 SLP plexi 100 watt heads
- Marshall Super Bass 100 heads
- Marshall JTM45/100 with KT66s

Efekty
- Samson wireless
- IK Multimedia Amplitube 2 software

Struny i kostki gitarowe
- Gibson pure nickel roundwound strings,.012 to.056.
- Heavy Fender pick